# Bob vid olympiska vinterspelen 1976
Bob vid olympiska vinterspelen 1976

## Medaljörer
| Spel                          | Guld                                                                             | Silver                                                       | Brons                                                                           |
| Herrar, fyramanna Detaljer... | Östtyskland Meinhard Nehmer Jochen Babock Bernhard Germeshausen Bernhard Lehmann | Schweiz Erich Schärer Ulrich Bächli Rudolf Marti Joseph Benz | Västtyskland Wolfgang Zimmerer Peter Utzschneider Bodo Bittner Manfred Schumann |
| Herrar, tvåmanna Detaljer...  | Östtyskland Meinhard Nehmer Bernhard Germeshausen                                | Västtyskland Wolfgang Zimmerer Manfred Schumann              | Schweiz Erich Schärer Joseph Benz                                               |

## Två-manna
| Medalj | Lag                                                   | Tid     |
| Guld   | Meinhard Nehmer & Bernhard Germeshausen (Östtyskland) | 3:44.42 |
| Silver | Wolfgang Zimmerer & Manfred Schumann (Västtyskland)   | 3:44.99 |
| Brons  | Erich Schärer & Josef Benz (Schweiz)                  | 3:45.70 |

## Fyra-manna
| Medalj | Lag                                                                                   | Tid     |
| Guld   | Östtyskland (Meinhard Nehmer, Jochen Babock, Bernhard Germeshausen, Bernhard Lehmann) | 3:40.43 |
| Silver | Schweiz (Erich Schärer, Ulrich Bächli, Rudolf Marti, Josef Benz)                      | 3:40.89 |
| Brons  | Västtyskland (Wolfgang Zimmerer, Peter Utzschneider, Bodo Bittner, Manfred Schumann)  | 3:41.37 |

## Medaljställning
| Pl. | Nation       | Guld | Silver | Brons | Totalt |
| --- | ------------ | ---- | ------ | ----- | ------ |
| 1   | Östtyskland  | 2    | 0      | 0     | 2      |
| 2   | Västtyskland | 0    | 1      | 1     | 2      |
| 3   | Schweiz      | 0    | 1      | 1     | 2      |